# کفشک شکم‌زرد
کفشک شکم‌زرد (نام علمی: Rhombosolea leporina) نام یک گونه از راسته کفشک‌ماهی است.